# Labidura herculeana
La forbicina gigante o forbicina di Sant'Elena (Labidura herculeana Fabricius, 1798) era un dermattero diffuso unicamente sull'isola di Sant'Elena, nell'Oceano Atlantico meridionale.
Fu descritto per la prima volta dall'entomologo danese Johan Christian Fabricius nel 1798.

## Descrizione
Poteva raggiungere gli 8,5 cm di lunghezza, il che ne faceva il più grande dermattero allora esistente.
Il corpo era tozzo e schiacciato, di color nero lucido con riflessi iridescenti; le zampe tendevano al rosso, le elitre erano piuttosto corte, mentre le ali erano del tutto assenti.

## Biologia
Si nutriva probabilmente per la massima parte di materiale vegetale.
Di giorno restava nascosto nelle crepe della roccia, dalle quali fuoriusciva di notte e nei giorni di pioggia.

## Distribuzione e habitat
Era diffuso nella parte orientale dell'isola di Sant'Elena, dove prediligeva le zone rocciose e pianeggianti.

## Conservazione
La scomparsa dell'habitat dove questa specie viveva e l'introduzione sull'isola di predatori, come i ratti, i centopiedi (Scolopendra morsitans) ed il passero, oltre che la continua domanda da parte dei collezionisti, hanno via via ridotto il numero di esemplari di questa specie, tanto che tre successive spedizioni sull'isola (1988, 1993, 2003) non sono riuscite a catturarne alcun esemplare.

Nel 2014, una nuova spedizione non è riuscita a trovare nessun esemplare e, dato che l'ultimo esemplare vivo era stato rinvenuto nel 1967,  quest'insetto è stato classificato dall'IUCN come estinto (Extinct).